# Wissembourg
Wissembourg (Weißenburg en alemany, Wisseburi en fràncic) és un municipi francès situat al departament del Baix Rin i a la regió del Gran Est.
Forma part del cantó de Wissembourg, del districte de Haguenau-Wissembourg i de la Comunitat de comunes del Pays de Wissembourg.

## Fills il·lustres
- Jules Erlanger (1830-1895) compositor musical.

## Demografia
L'any 2021 el municipi tenia 7.516 habitants, un canvi del −1,91% respecte al 2015.
| 1962  | 1968  | 1975  | 1982  | 1990  | 1999  | 2010  | 2015  | 2021  |
| ----- | ----- | ----- | ----- | ----- | ----- | ----- | ----- | ----- |
| 6.077 | 6.466 | 6.784 | 7.311 | 7.443 | 8.173 | 7.803 | 7.662 | 7.516 |

## Administració
| Període   | Identitat            | Partit      |
| --------- | -------------------- | ----------- |
| 1989-2008 | Pierre Bertrand      | UMP         |
| 2008-2020 | Christian Gliech     | LREM        |
| 2020-     | Sandra Fischer-Junck | Independent |

## Ciutats agermanades
- Tvrdošín, Eslovàquia